# 創元ミステリ'90
創元ミステリ'90（そうげんミステリ'90）は、東京創元社が刊行した全10冊の推理小説シリーズ。1990年から翌1991年にかけて刊行された。

## 概要
1988年から1989年にかけて刊行された東京創元社の初の書き下ろし国内推理小説シリーズ「鮎川哲也と十三の謎」のあとを受けて刊行が開始された。国内作家の作品だけではなく、このシリーズのために書き下ろされたカトリーヌ・アルレー『狼の時刻（おおかみのとき）』も刊行されている。また、書き下ろし作品でないものも含まれており、辻真先『合本・青春殺人事件』は既発表の3長編・1短編に書き下ろしのプロローグ・エピローグを付したものである。また、日影丈吉『夕潮』は、雑誌『幻影城』で前半を発表した後に原稿が行方不明になり、幻の作品となっていたものだったが、思いがけず原稿が発見され、この叢書から刊行された。
依井貴裕、澤木喬はこの叢書でデビューしている（正確には、澤木喬はこの叢書で"単行本"デビュー）。また、北村薫『夜の蝉』は第44回日本推理作家協会賞を受賞している。
この叢書の完結後、1991年からは「黄金の13」（1991年 - 1995年）と「創元クライム・クラブ」（1991年 - ）の刊行が開始された。

## 刊行リスト
刊行順
1. 北村薫 - 夜の蝉 （1990年1月）
2. 辻真先 - 合本・青春殺人事件 （1990年3月）
3. 日影丈吉 - 夕潮 （1990年4月）
4. 今邑彩 - ブラディ・ローズ 薔薇の企み （1990年5月）
5. 依井貴裕 - 記念樹（メモリアル・トゥリー） （1990年6月）
6. 笠原卓 - 詐欺師の紋章（さぎしのエンブレム） （1990年7月）
7. 山崎純 - 死は走る者から襲う （1990年9月） → 翻訳家の北代美和子
8. 岩崎正吾 - 探偵の秋あるいは猥の悲劇 （1990年9月）
9. カトリーヌ・アルレー - 狼の時刻（おおかみのとき） （1990年10月）
10. 澤木喬 - いざ言問はむ都鳥 （1990年12月）

※依井貴裕、笠原卓、山崎純、カトリーヌ・アルレーの作品以外は、後に創元推理文庫で文庫化されている（辻真先の作品は、『仮題・中学殺人事件』、『盗作・高校殺人事件』、『改訂・受験殺人事件』が創元推理文庫で個別に文庫化されている）。